# Monte (Haute-Corse)
Pour les articles homonymes, voir Monte.
Monte est une commune française située dans la circonscription départementale de la Haute-Corse et le territoire de la collectivité de Corse. Le village appartient à la piève de Casacconi, en Castagniccia.

## Géographie
Les communes limitrophes sont  Campile, Casabianca, Crocicchia, Loreto-di-Casinca, Lucciana, Olmo, Penta-Acquatella, Piano, Prunelli-di-Casacconi, Silvareccio et Vescovato.

### Localisation
Monte est une commune de Haute-Corse de l'ancienne pieve de Casacconi. Elle est limitrophe du « territoire de vie » Castagniccia à l'extrémité septentrionale du parc naturel régional de Corse, sans accès routier à celui-ci à partir de son territoire.
| Campile Crocicchia | Prunelli-di-Casacconi, Olmo, Lucciana | Vescovato         |
| Penta-Acquatella   | Monte                                 | Loreto-di-Casinca |
| Ortiporio          | Casabianca, Piano                     | Silvareccio       |

### Géologie et relief
Monte est une commune de moyenne montagne, sans façade littorale.
Elle se situe dans l'en « deçà des monts » (Cismonte en langue corse) ou Corse schisteuse au nord-est de l'île, dans le prolongement de l'arête schisteuse du cap Corse qui se poursuit avec le massif du San Petrone et se termine au sud de la Castagniccia.
Dominant la rive gauche de la moyenne vallée du Golo, la commune occupe le flanc oriental du vallon formé par le ruisseau de Casacconi, son affluent. Une langue de terre orientée SO-NE accorde à la commune une richesse réelle en la plaine d'Angiolasca, traversée par la RT 10 (ex-RN 198) et située à proximité du carrefour des RT 20 (ex-RN 193) et RT 10 à Casamozza.
Si le ruisseau de Casacconi et la partie en aval du ruisseau de Rajata son affluent le séparent à l'ouest des communes de Penta-Acquatella, Crocicchia  et Campile, le reste de son territoire est ceinturé de lignes de crête dont les plus hauts sommets sont le monte Sant'Angelo (1 218 m), situé à environ 1 500 m (distance orthodromique) au sud-est du village de Monte, « à cheval » sur Monte, Silvareccio et Loreto-di-Casinca, et Cima di Frescaja (1 014 m), situé à l'extrême sud de la commune, « à cheval » sur Monte, Piano et Casabianca.
Monte est une commune « verte », couverte d'une végétation dense avec un épais et haut maquis méditerranéen, des bosquets de chênes verts et des châtaigniers sur les hauteurs, principalement sur les flancs du monte Sant'Angelo.

### Hydrographie
Le réseau hydrographique communal est dense. Monte donne naissance à plusieurs cours d'eau qui s'écoulent :
- à l'ouest, le ruisseau de Rajata et ses affluents,
- au nord, le ruisseau de Guargalu qui prend le nom de ruisseau de Vergalone dès son entrée sur Prunelli-di-Casacconi, et
- à l'est le ruisseau de Cintrone dont les eaux alimentent le ruisseau de Ciavattone qui conflue avec le Golo à son embouchure.

Nombreuses sont les sources et fontaines en pleine nature.

## Urbanisme

### Typologie
Au 1er janvier 2024, Monte est catégorisée bourg rural, selon la nouvelle grille communale de densité à sept niveaux définie par l'Insee en 2022.
Elle appartient à l'unité urbaine de Borgo, une agglomération intra-départementale regroupant six  communes, dont elle est une commune de la banlieue,,. Par ailleurs la commune fait partie de l'aire d'attraction de Bastia, dont elle est une commune de la couronne,. Cette aire, qui regroupe 93 communes, est catégorisée dans les aires de 50 000 à moins de 200 000 habitants,.

### Occupation des sols
L'occupation des sols de la commune, telle qu'elle ressort de la base de données européenne d’occupation biophysique des sols Corine Land Cover (CLC), est marquée par l'importance des forêts et milieux semi-naturels (92,5 % en 2018), une proportion identique à celle de 1990 (92,8 %). La répartition détaillée en 2018 est la suivante : 
forêts (69,8 %), milieux à végétation arbustive et/ou herbacée (22,7 %), zones agricoles hétérogènes (4 %), zones urbanisées (2,5 %), cultures permanentes (1 %). L'évolution de l’occupation des sols de la commune et de ses infrastructures peut être observée sur les différentes représentations cartographiques du territoire : la carte de Cassini (XVIIIe siècle), la carte d'état-major (1820-1866) et les cartes ou photos aériennes de l'IGN pour la période actuelle (1950 à aujourd'hui).

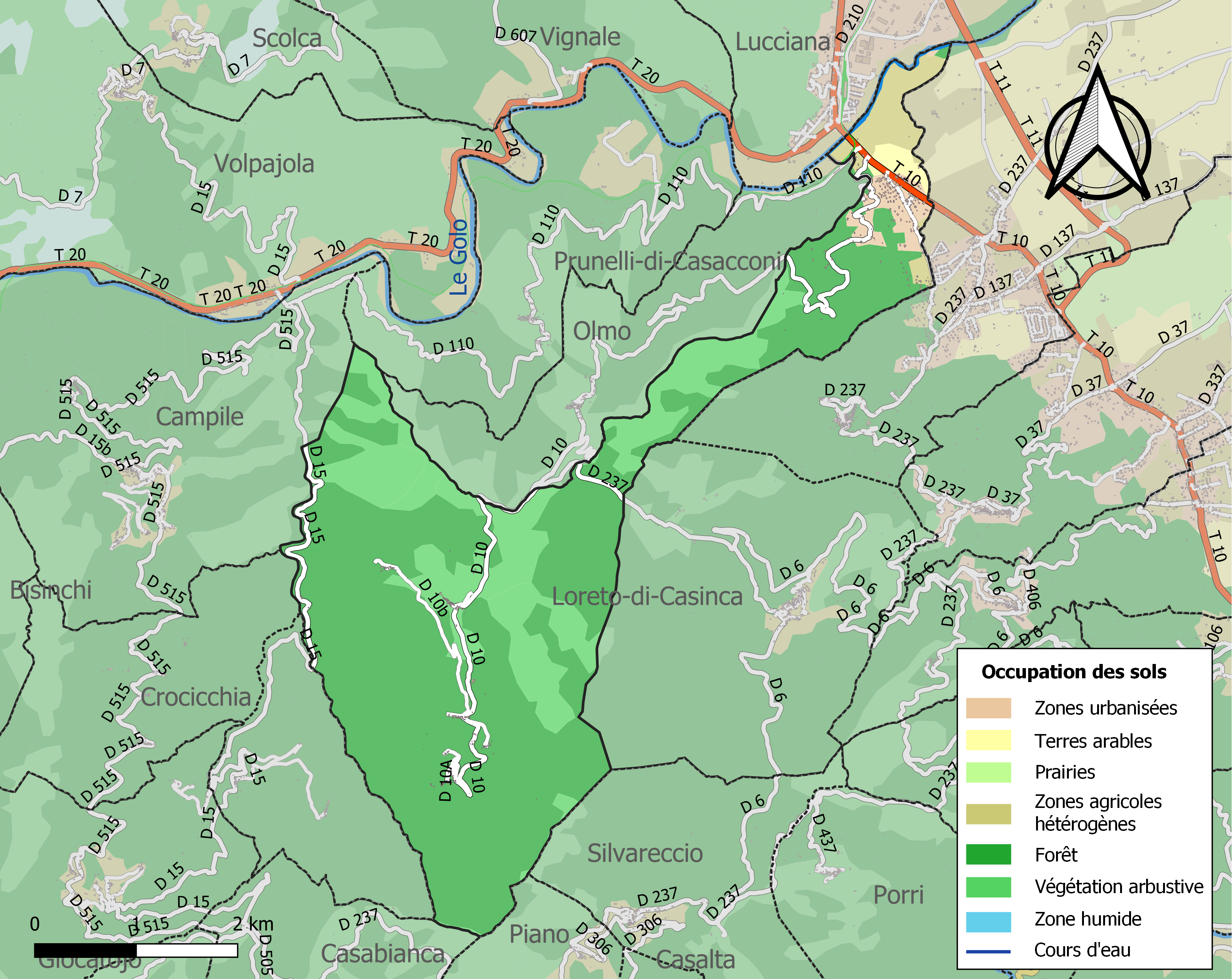
Carte des infrastructures et de l'occupation des sols de la commune en 2018 (CLC).

### Lieux-dits, hameaux et écarts

#### Monte
Le hameau de Monte (u Monte) est bâti à 642 m d'altitude, sur une arête rocheuse, à l'adret de la vallée du Golo. Le bâti est ancien, composé d'habitations aux façades austères, certaines de pierres apparentes, couvertes de lauzes (teghje). S'y trouvent la mairie et l'église paroissiale San Salvatore.
Situé à 12 km de la RT 10, il est desservi par la route D 10 qui prend naissance à Angiolasca.

#### Ferlaggia
Le hameau de Ferlaggia (a Ferlaghja) est situé en contrebas du chef-lieu de la commune. On y trouve une chapelle dédiée à l'Annonciation ainsi qu'une fontaine et un vieux lavoir. Le bas du hameau est aujourd'hui abandonné. Le village de Penta-Acquatella est à proximité directe ; mais  aucune route carrossable permet d'y accéder.

#### Lerdo
Lerdo (l'Erdu) est le plus petit hameau de la commune, il est à proximité du hameau de Ferlaggia. On y trouve une chapelle privée dédiée à San Pancraziu.

#### Filette
Filette (e Filette) est le hameau le plus haut de la commune. Il est directement situé sur l'ancien chemin du Monte Sant'Angelo. Sa situation était idéale pour les aires de battage du blé.

#### Carogno
Carogno (u Carognu) est le premier hameau rencontré lorsqu'on se dirige vers le village de Monte. Dans cet ancien village construit sur une arête rocheuse, une grande église ruinée est située en limite basse du village côté ouest. Depuis son parvis, on a une vue exceptionnelle sur la vallée du Golo et la piève de Casacconi.

#### Divina

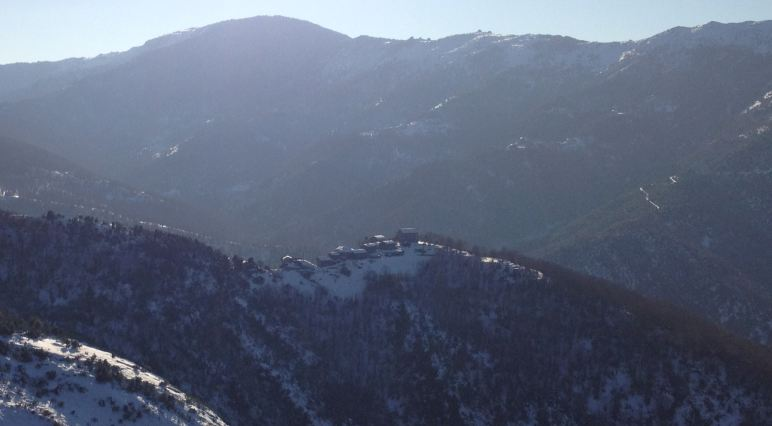
Hameau de Divina.

Du fait de sa position, sur un promontoire écarté des pentes du mont San Anghjulu, le hameau de Divina (Divina), éloigné des courants thermiques, bénéficie d'un climat atypique plus doux que le reste de la commune, particulièrement en hiver.
Hameau situé en contrebas de Carogno, perché à une altitude minimale de 485 mètres, il se caractérise par un habitat constitué essentiellement de maisons indépendantes, construites en exposition méridionale le long d'une arête rocheuse, avec à mi-hauteur son église, et au plus haut, une ancienne maison fortifiée. Le cimetière se trouve légèrement en contrebas, à l'ouest. Une fontaine est positionnée à l'entrée du hameau.
On y accède, à partir du village de Monte, par la route départementale 10b en cul-de-sac.
A l'initiative des habitants du hameau, le chemin d'accès au ruisseau du Ronghu, puis au delà, au moulin ruiné du même nom (en activité jusqu'en 1966 puis détruit par les incendies successifs qui se sont propagés sur la commune au début des années 1980) et enfin à la ruine de "a casa di rusulea", a été rouvert courant été 2017 (promenade de 40 minutes).

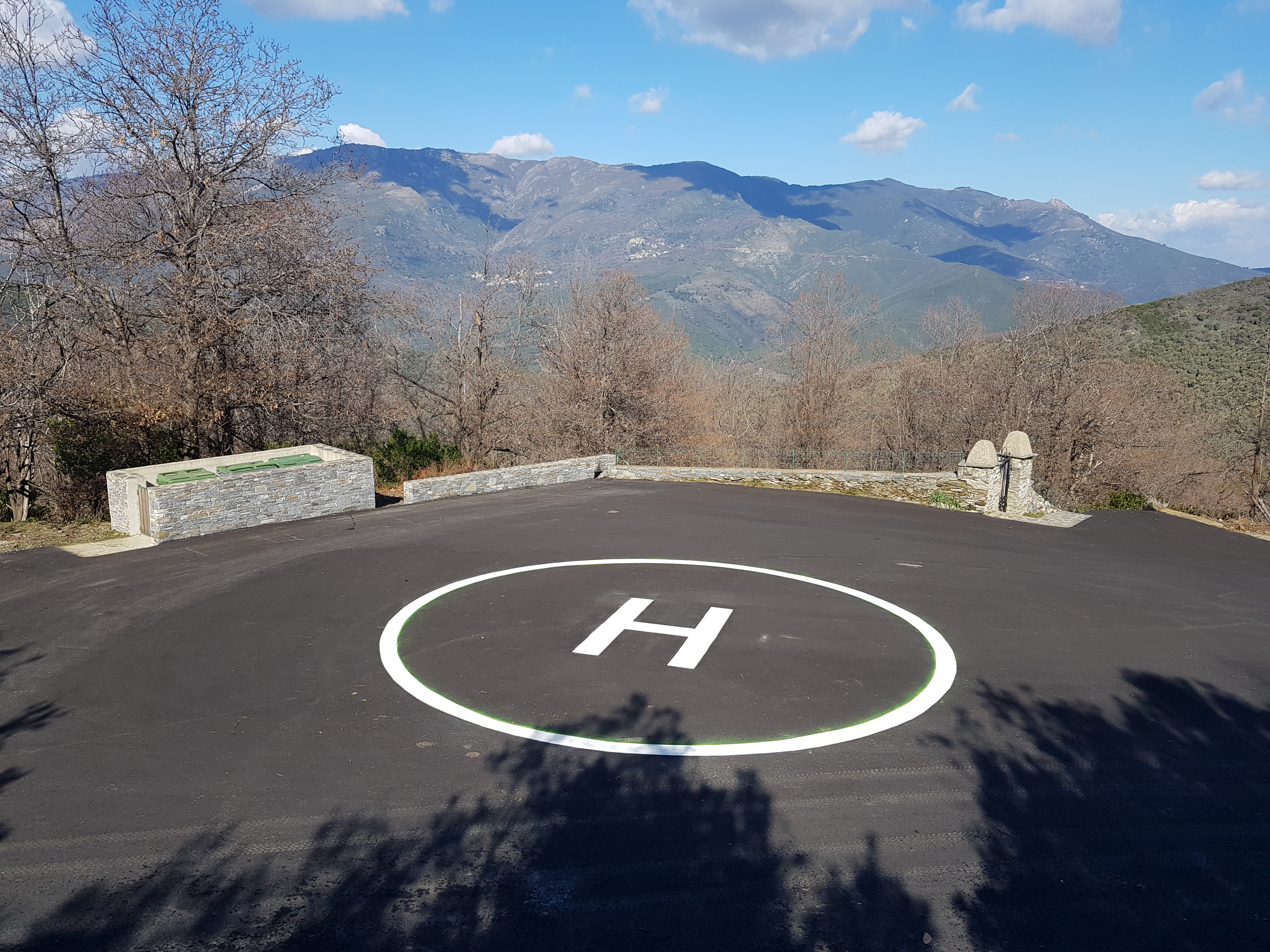
Hélistation à Divina.

Depuis 2018, une hélistation se trouve sur la palette de retournement de la RD 10b au niveau de Divina (cimetière).

#### Angiolasca
Angiolasca (l'Anghjulasca), dans la plaine de Monte, tire son nom du Monte Sant'Angelo. Il est traversé par la RT 10 et comprend la majorité des habitants de la commune.

#### L'Acumizza
Hameau situé le long de la RD 15, sur la route de Penta Acquatella, en contrebas du hameau de Divina. On y trouve une grande bâtisse qui abritait jadis une gendarmerie, ainsi que les ruines dispersées de plusieurs moulins. L'ancienne route qui arrivait à Monte (chemin de montagne dit A strada di u pettu) passait par ce hameau où il y avait beaucoup de jardins, aujourd'hui abandonnés pour un problème logique d'accès. Toutefois, à l'initiative de la municipalité, les chemins (portés sur la carte d'état-major de 1863), menant de Monte à l'Acumizza ont été rouverts (2016 à 2023), ce qui rétablit (à pied) le temps de trajet à +/- 20 minutes.
D’après Dominique WEYTH, l’origine du nom viendrait du latin « Aqua mista » (confluent).

### Voies de communication et transports

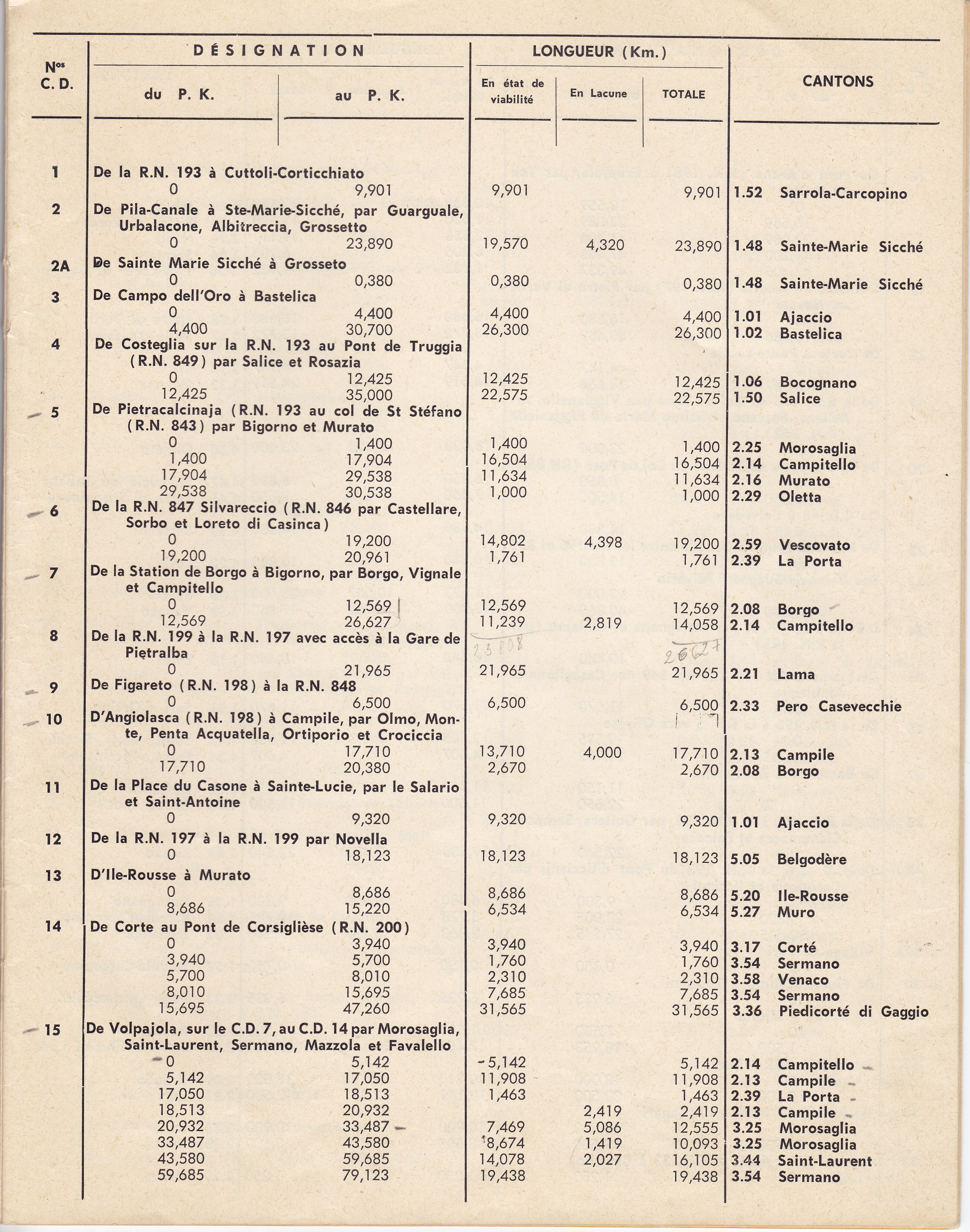
Ch Dept page 2.

#### Accès routiers
Comme dit plus haut, le territoire communal est traversé dans la plaine d'Angiolasca par la RT 10 (ex-RN 198), depuis le pont du Golo situé à proximité du carrefour des RT 20 (ex-RN 193) et RT 10 à Casamozza. Il est impossible d'accéder à une commune limitrophe en passant par Monte. Pour rejoindre par exemple Penta Acquatella (1,5 km à vol d'oiseau) vous devrez redescendre en plaine pour passer par Barchetta, ou alors par Loretu di Casinca, Silvarecciu, Pianu, Casabianca, Ortiporiu et enfin Penta Acquatella après un périple d'une vingtaine de kilomètres de routes sinueuses.
À l'origine (XIXe siècle) le projet de réalisation de l'actuelle Rd 10 prévoyait de rejoindre le col de saint Antoine. Mais la guerre de 1914-1918 a porté un coup d'arrêt au chantier au niveau du hameau de Ferlaghja. Toutefois, le recensement des chemins Départementaux de la Corse de 1967 indique toujours la finalité du projet et la longueur de la lacune de 4 km comprise entre Ferlaghja et Penta Aquatella (cf extrait joint sur lequel on voit que le point kilometrique d'origine de cet itinéraire est le col de Saint Antoine).

#### Transports
Il n'y a aucune ligne régulière de transport routier permettant d'acceder à cette commune de montagne.
Toutefois, en période scolaire, le ramassage des élèves est assuré par des lignes subventionnées par la Collectivité de Corse (lignes mises en place par l'ex département de la Haute Corse).

## Histoire

### Préhistoire
Le territoire communal recèle des gisements archéologiques du néolithique et de l'âge du bronze dans la plaine d'Angiolasca.

### Antiquité
La plaine d'Angiolasca présente aussi les traces d'occupations de l'époque romaine car proche de Mariana.

### Moyen Âge
Au Moyen Âge, le territoire actuel de Monte se situait dans la pieve de Casacconi, relevant du diocèse de Mariana puis de celui d'Accia et Mariana.
Au début du XVIe siècle, vers 1520, la pieve de Casacconi comptait environ 2 000 habitants. Elle avait pour lieux habités les communautés : l’Ulmo, li Prinelli, lo Carogno, Divina, lo Monte, la Ferlagia, le Filete, la Penta, Fornoli, Ortipolio, la Crosichia, Micoria, Sanvito, Antibia, Casefelce, Campire, la Canagia, Grampa.

### Temps modernes
Au milieu du XVIe siècle Monte était déjà constituée en une communauté villageoise individualisée sous le nom de capella di Monte di Casacconi, comme en témoigne l'élection d'un podestat en 1577 ; elle regroupe six agglomérations ou "ville" : Monte, Carogne, Divina, Ferlaggia, Filette et Lerdo. En 1646, Ferlaggia, formée de 28 feux, et Lerdo, avec 25 feux, constituent les deux principaux écarts de ce territoire, Monte comptant seulement 18 feux, Lerdo 11, Divina 7 et Filette 6, comme le mentionne monseigneur Marliani, évêque de Mariana et Accia, dans son rapport de visite pastorale.
Au début du XVIIIe siècle, Monte se trouvait dans la pieve de Casacconi laquelle comptait 1 956 habitants avec environ 400 feux. Casacconi qui relevait de la juridiction de Bastia, avait pour principales communautés : Ortiporio, Fornoli, Pertinaccie, Crociccia, Pianelli, Camere, Pietra, Piazze, Nicoria, Costa Uergaliesi, Canagia, Ferlagia, Lordo, Filette, Monte, Carogna, Diuina, Campile, Penta, Aquatella, Monte, Olmi, e Furnelli.
- 1789 - La Corse fait partie du royaume de France. Avec la Révolution française, est créé en 1790 le département de Corse, puis en 1793, celui de El Golo (l'actuelle Haute-Corse).
- 1790 - Monte est rattachée au canton de Casacconi qui devient en 1828 canton de Campile puis en 1973 canton d'Alto-di-Casaconi à la suite de la fusion des cantons de Campile et de Campitello.
- 1793 - (An II) la commune portait le nom de Monte, ainsi que sur le bulletin des lois en 1801[11].
- 1811 - Les deux départements de l'île sont fusionnés pour le seul département de Corse.
- 1828 - Le canton de Casacconi devient le canton de Campile.

### Époque contemporaine
- 1954 - le canton de Campile comprenait les communes de Campile, Crocicchia, Monte, Olmo, Ortiporio, Penta-Acquatella et Prunelli-di-Casacconi. Monte comptait 514 habitants[12].
- 1973 - Est créé le canton d'Alto-di-Casacconi (chef-lieu Campitello) avec la fusion imposée des anciens cantons de Campile et Campitello.
- 1975 - Monte retourne dans le département de la Haute-Corse nouvellement créé.
- 2018 - 1er janvier 2018, Monte intègre la nouvelle Collectivité Unique de Corse.

## Politique et administration
| Période                                  | Période  | Identité                 | Étiquette | Qualité                                                      |
| ---------------------------------------- | -------- | ------------------------ | --------- | ------------------------------------------------------------ |
| ---1577                                  | -------  |                          |           | Podestat                                                     |
| ---1790                                  | 1798     | Antonio Poggi            |           | Représentant de la piève de Casaconi auprès de Pascal Paoli* |
| ---1801                                  | 1808     | Carlo Domenico Leandri   |           |                                                              |
| ---1808                                  | 1821     | Angelo Santo Mattei      |           |                                                              |
| ---1821                                  | 1828     | Carlo Domenico Leandri   |           |                                                              |
| ---1828                                  | 1831     | Giovanni Agostino Mattei |           |                                                              |
| ---1831                                  | 1840     | Giovanteramu             |           |                                                              |
| ---1840                                  | 1848     | Giacomo Luigi Micaelli   |           |                                                              |
| ---1848                                  | 1849     | Petru Santu Paoli        |           |                                                              |
| ---1849                                  | 1855     | Carlo Dumenico Mattei    |           |                                                              |
| ---1855                                  | 1860     | Ange Louis Poggi         |           |                                                              |
| ---1860                                  | 1871     | Pierre Jean Ottavi       |           |                                                              |
| ---1871                                  | 1878     | Paul Philippe Mattei     |           |                                                              |
| ---1878                                  | 1881     | Samare Giustiniani       |           |                                                              |
| ---1881                                  | 1887     | Paul Mattei              |           |                                                              |
| ---1887                                  | 1893     | Vincent Micaelli         |           |                                                              |
| ---1893                                  | 1895     | Charles Paul Pasqualini  |           |                                                              |
| ---1895                                  | 1912     | Pancrace Poggi           |           |                                                              |
| ---1912                                  | 1915     | Charles Pasqualini       |           |                                                              |
| ---1915                                  | 1953     | Paul Gérôme Pasqualini   |           |                                                              |
| mai 1953                                 | 1983     | Vincent Pasqualini       |           |                                                              |
| mars 1983                                | 1989     | Patrick Stalla           |           |                                                              |
| mars 1989                                | 2014     | François Pancrazi        | UMP       | Ancien conseiller général.                                   |
| déc 2014                                 | 2020     | Jean François Mattei     | UMP-LR    | gérant d'entreprise                                          |
| Mars 2020                                | En cours | Jean François Mattei     | UMP-LR    | gérant d'entreprise                                          |
| Les données manquantes sont à compléter. |          |                          |           |                                                              |

## Population et société

### Démographie

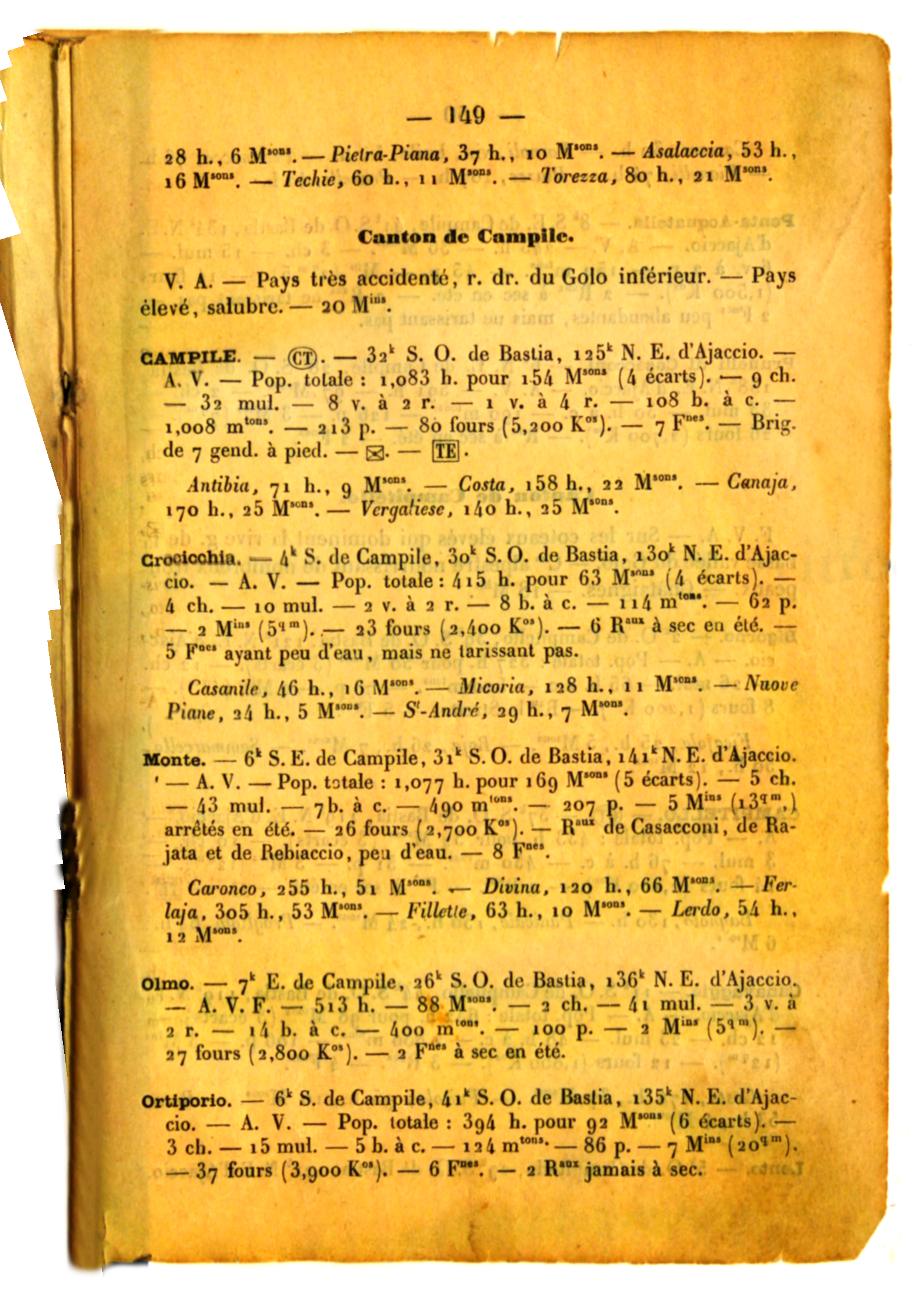
Notice descriptive et statistique sur le département de la Corse, 1892.

L'évolution du nombre d'habitants est connue à travers les recensements de la population effectués dans la commune depuis 1800. Pour les communes de moins de 10 000 habitants, une enquête de recensement portant sur toute la population est réalisée tous les cinq ans, les populations de référence des années intermédiaires étant quant à elles estimées par interpolation ou extrapolation. Pour la commune, le premier recensement exhaustif entrant dans le cadre du nouveau dispositif a été réalisé en 2005.

En 2022, la commune comptait 619 habitants, en évolution de +3,34 % par rapport à 2016 (Haute-Corse : +5,15 %, France hors Mayotte : +2,11 %).
| 1800 | 1806 | 1821 | 1831 | 1836 | 1841  | 1846 | 1851 | 1856 |
| ---- | ---- | ---- | ---- | ---- | ----- | ---- | ---- | ---- |
| 795  | 766  | 852  | 936  | 950  | 1 008 | 977  | 969  | 930  |

| 1861  | 1866  | 1872 | 1876  | 1881  | 1886  | 1891  | 1896 | 1901 |
| ----- | ----- | ---- | ----- | ----- | ----- | ----- | ---- | ---- |
| 1 066 | 1 066 | 969  | 1 002 | 1 012 | 1 086 | 1 077 | 815  | 910  |

| 1906 | 1911 | 1921 | 1926 | 1931 | 1936 | 1946 | 1954 | 1962 |
| ---- | ---- | ---- | ---- | ---- | ---- | ---- | ---- | ---- |
| 879  | 913  | 552  | 709  | 655  | 712  | 547  | 514  | 218  |

| 1968 | 1975 | 1982 | 1990 | 1999 | 2005 | 2006 | 2010 | 2015 |
| ---- | ---- | ---- | ---- | ---- | ---- | ---- | ---- | ---- |
| 207  | 189  | 241  | 303  | 444  | 497  | 492  | 596  | 600  |

| 2020 | 2022 | - | - | - | - | - | - | - |
| ---- | ---- | - | - | - | - | - | - | - |
| 644  | 619  | - | - | - | - | - | - | - |

## Économie
Les vestiges de nombreux moulins et d'une forge à la génoise (forge dite de Casacconi) implantée à proximité de la chapelle Saint-Pancrace témoignent de la prospérité de la communauté par le passé.
Une ancienne oliveraie est en exploitation artisanale à titre privé (à l'initiative des propriétaires) au sud et en contrebas du hameau de Divina.
A l'adret du hameau de Divina des vignes (Pancrazi, Gambotti, Poggi etc.), ont été exploitées jusque dans les années 1960.

## Culture locale et patrimoine

### Lieux et monuments

#### Patrimoine bâti

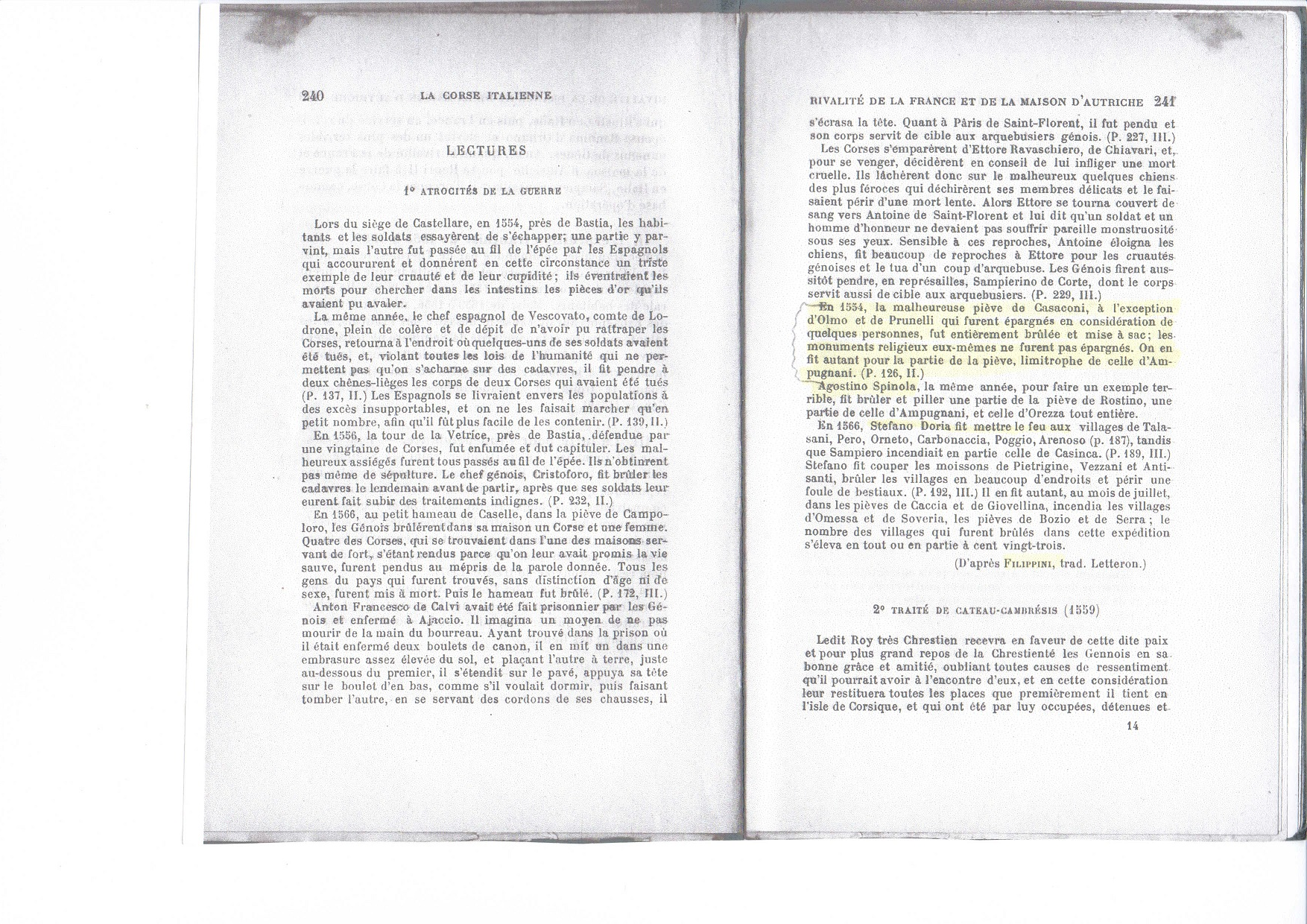
La destruction de la Piève de Casaconi.

La commune est inscrite à l'Inventaire général du patrimoine culturel pour la richesse de son patrimoine.
Sur les 213 maisons construites aux XVIe siècle, XVIIe siècle, XVIIIe siècle et XIXe siècle recensées par l'INSEE, 60 ont été repérées. 19 d'entre elles étudiées, sont inscrites à l'inventaire préliminaire. Toutes ces maisons sont construites en schiste, moellons et enduit, avec une couverture à longs pans revêtue d'ardoise (teghje).
Parmi celles-ci :
- Maison de la famille Mattei à Monte
- Maison de la famille Giustiniani à Monte
- Maison de la famille Pancrazi/Poggi à Divina
- Maison de la famille Mary à Divina
- Maison fortifiée famille (d'origine) Pancrazi construite en plusieurs fois à partir de 1545. Positionnée sur le sommet de la colline de Divina, elle comportait à l'origine une entrée à deux portails successifs protégés par un système de meurtrières. Et disposait d'autres dispositifs de défense et de protection. Elle serait contemporaine (sans qu'on ne puisse l'y rattacher) aux événements violents (et la ruine de la piève de Casaconi) ayant précédé en corse la signature des traités du CATEAU CAMBRESIS (2 et 3 avril 1559).

#### Usine métallurgique dite forge de Casacconi
Cet établissement métallurgique en ruine, se situe au lieu-dit Castagnola. Il a été construit durant la 1re moitié XVIIe siècle ; milieu XVIIIe siècle. Il est repris à l'inventaire général du patrimoine culturel.
Histoire : Selon les archives, cet établissement métallurgique, construit au cours de la première moitié du 17e siècle par des patriciens génois est détenu de 1666 à 1682 par l'évêque de Mariana, Carlo Fabrizio Giustiniani, de 1708 à 1725 par Giovan Camillo Giustiniani, abbé de Gênes, Louée à des dynasties de maîtres-forgerons lucquois, parmi lesquels les Pepi et les Luchetti, cette "forge à la lucquoise", équipée de deux soufflets, est transformée en "forge à la génoise" au milieu du 18e siècle et équipée d'une soufflerie hydraulique. Après avoir connu une longue période de chômage, de 1770 à 1820 au moins,(rapport de l'ingénieur des mines Gueymard), elle est à nouveau active à partir de 1828. L'enquête industrielle de 1857 révèle que la forge appartient à cette date au notable Sampiero Gavini de Campile (canton d'Alto-di-Casaconi) et qu'elle "bat fer". Celle de 1863 indique qu'elle chôme. Il semble qu'elle n'ait plus jamais fonctionné depuis lors.

#### Ancienne gendarmerie
Elle se situe au lieu dit A Comizza, le long de la RD 15 en aval du village de Monte. Elle date du milieu du XIXe siècle. Elle est à l'inventaire général du patrimoine culturel.

#### Église paroissiale Saint-Sauveur
L'édifice aux murs de schiste, moellon sans chaîne en pierre de taille enduits avec une couverture d'ardoise, date de la première moitié du XVIIIe siècle (?) Il a été restauré en 1951 comme l'indique la date inscrite au revers de la façade principale. Il est repris à l'inventaire général du patrimoine culturel.

#### Chapelle Saint-Pancrace (de Ferrera-di-Casaconi)
La chapelle Saint-Pancrace se trouve au lieu-dit Ferrera-di-Casacconi. Elle est reprise à l'inventaire général du patrimoine culturel.

#### Chapelle Saint-Pancrace (de Lerdo)
La chapelle Saint-Pancrace se trouve au lieu-dit Lerdo. Elle est reprise à l'inventaire général du patrimoine culturel.

#### Chapelle Saints-Côme-et-Damien(de Divina)
La chapelle de Divina qui date du XVIIe siècle (?) a été reconstruite par les habitants du hameau dans la deuxième partie du XIXe siècle. Les travaux s’achèvent en 1887 par la pose de la nouvelle cloche. C'est un édifice de plan allongé à nef unique et à chœur en retrait, couverts d'une voûte en berceau à lunettes, possédant un toit couvert d'ardoise. Présence d'un campanile (deux cloches), et d'un vitrail posé en mai 2015.
Le mercredi 5 août 2020 à 19 heures, à la sortie d’église du baptême de Selène Arnaud-Mary, la cloche principale qui sonne à toute volée se détache et tombe aux pieds du curé.
Elle est reprise à l'inventaire général du patrimoine culturel.

#### Chapelle de l'Annonciation
La chapelle de l'Annonciation se trouve au lieu-dit Ferlaghja. C'est un édifice du milieu du XVIIIe siècle. Elle est reprise à l'inventaire général du patrimoine culturel.

#### Chapelle de l'Immaculée Conception
La chapelle de l'Immaculée Conception se trouve au lieu-dit Carogne. Cet édifice qui pourrait dater du XVIIe siècle, est en ruine du fait de l'écroulement début du XXe siècle de la voute lié à un défaut de construction. Le site a été sécurisé par arasement des murs et par la réhabilitation du clocher qui porte le cloches d'origine. 
La chapelle est reprise à l'inventaire général du patrimoine culturel.

### Patrimoine naturel

#### ZNIEFF
La commune de Monte est concernée par deux zones naturelles d'intérêt écologique, faunistique et floristique de 2e génération :
Châtaigneraies de la petite Castagniccia
La zone s’étend de nord en sud, du col de Pirello jusqu’au rocher de Muteri, sur une zone dite « petite Castagniccia » qui couvre 43 communes. La végétation est dominée par les châtaigneraies le plus souvent présentes sous forme de vergers ou de taillis.
Hauts maquis préforestiers des collines orientales de la Castagniccia
La zone s'étend sur le haut bassin versant du Buccatoju, un secteur un des plus arrosés du littoral corse. Elle couvre 23 communes. L'humidité a favorisé le développement de la châtaigneraie.

### Personnalités liées à la commune
- Jean-Louis Giovannoni, écrivain et poète (U Carognu).